# C/2011 L4 (PANSTARRS)
C/2011 L4 (PANSTARRS) — неперіодична навколосонячна комета, відкрита 6 червня 2011 року. Комета була видима неозброєним оком в березні 2013 року, під час проходження перигелію. Відкрита на телескопі Pan-STARRS, що знаходиться біля вершини Халеакала на гавайському острові Мауї.

## Видимість
На момент відкриття в червні 2011 року комета мала 19 зор. вел. На початок травня 2012 комета досягла 13,5 зор. вел. і стала видимою для спостереження на великому любительському телескопі. На жовтень 2012 року кома комети досягла розмірів 120 000 км у діаметрі. Без допомоги оптичних пристроїв комета була помічена 7 лютого 2013 року при 6 зор. вел.
Упродовж астрономічних спостережень за кометою прогнозована потенційна видима зоряна величина на березень 2013 року постійно зменшувалася. Перші розрахунки показали, що комета може досягнути приблизно 0 зор. вел. (як Альфа Центавра А або Вега). За розрахунками, здійсненими в жовтні 2012 року, передбачалося, що C/2011 L4 матиме магнітуду −4 (приблизно як у Венери), але за новими даними січня 2013 року передбачувана яскравість комети буде помітно нижча і лише досягне магнітуди +1. Спостереження лютого 2013 року показали подальше зниження видимості комети під час її проходження перигелію до рівня +2,5/+3.
Подальші спостереження виявили різке зменшення яскравості комети на відстані 3,6 а.о. від Сонця при магнітуді +5,6. Унаслідок цього прогнозована видима величина комети під час проходження перигелію складе +3,5. Для порівняння, при тій же відстані комета Галлея мала б величину −1,0 (набагато яскравіше за +3,5). Астрономи дійшли висновку, що комета є дуже молодою і належить до так званого класу «комет-немовлят» (англ. baby comets) (фотометричний вік яких менше 4-х кометних років).
Яскравість комети після досягнення нею перигелію в березні 2013 року. за різними підрахунками, досягла магнітуди +1. Низька висота появи комети над горизонтом, відсутність поряд на небі яскравих зірок для порівняння значно утруднили розрахунки яскравості. На середину березня 2013 року комета була гарно видна в бінокль приблизно 40 хвилин після заходу сонця.
Комета була видимою в обох півкулях в першій половині березня 2013 року.

## Орбіта
Максимальне зближення комети з Землею відбулося 5 березня 2013 року на відстані в 1,09 а.о. 10 березня 2013 року комета досягла перигелію (найбільшого зближення із Сонцем). Припускається, що шлях C/2011 L4 з Хмари Оорта міг тривати мільйони років. За підрахунками вчених, після проходження кометою перигелію та полишення планетарного району Сонячної системи орбітальний період складатиме приблизно 106 000 років.

## Галерея зображень

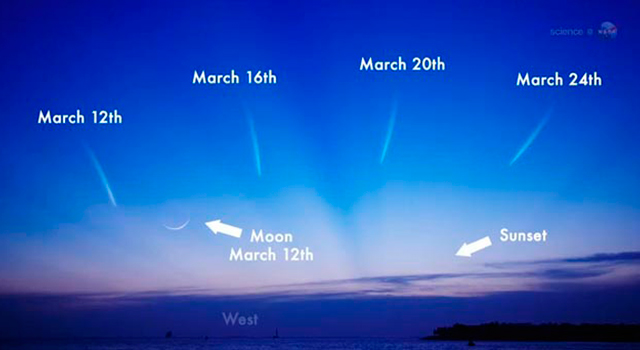
В північній півкулі комета буде видною на небі біля Місяця 12-13 березня 2013.
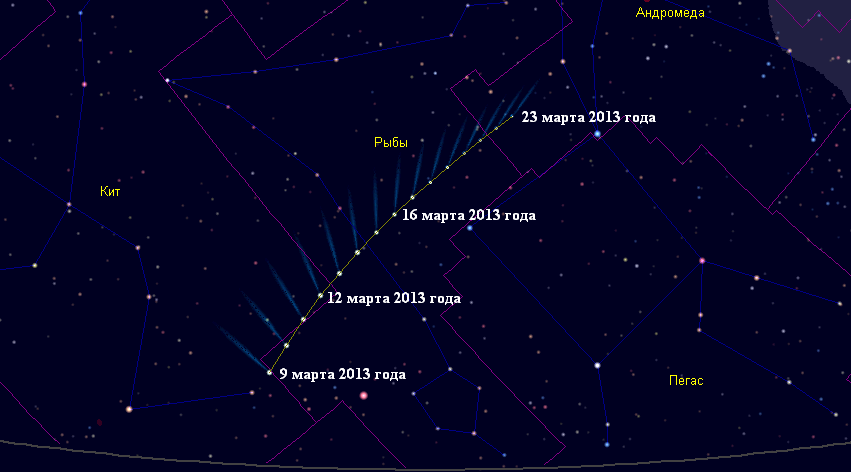
Шлях комети на зоряному небі 9-23 березня 2013.
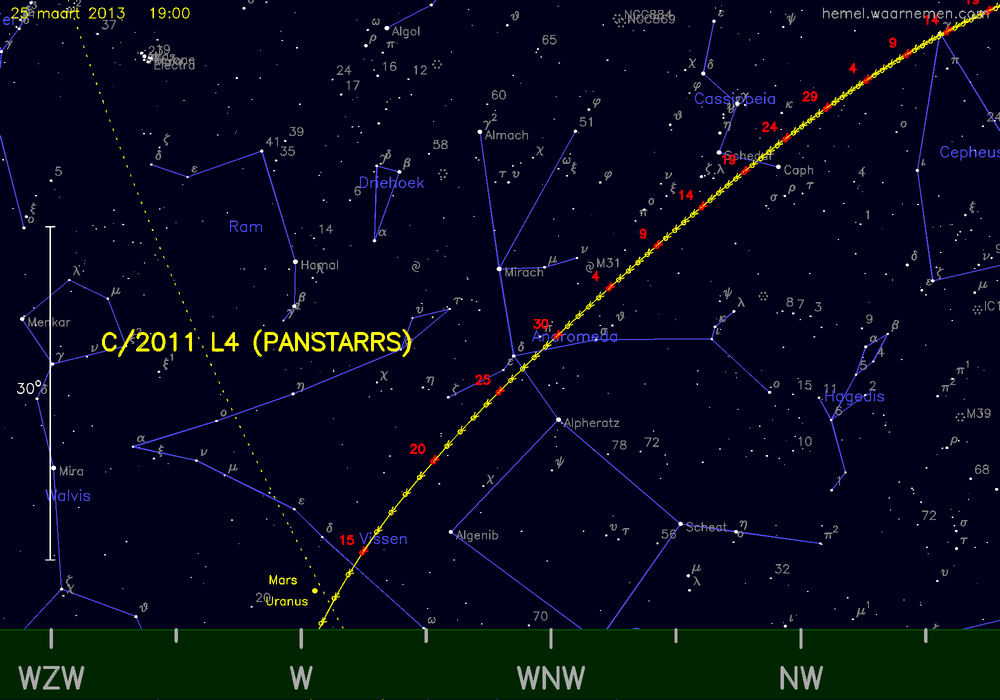
Орбіта комети навесні 2013.
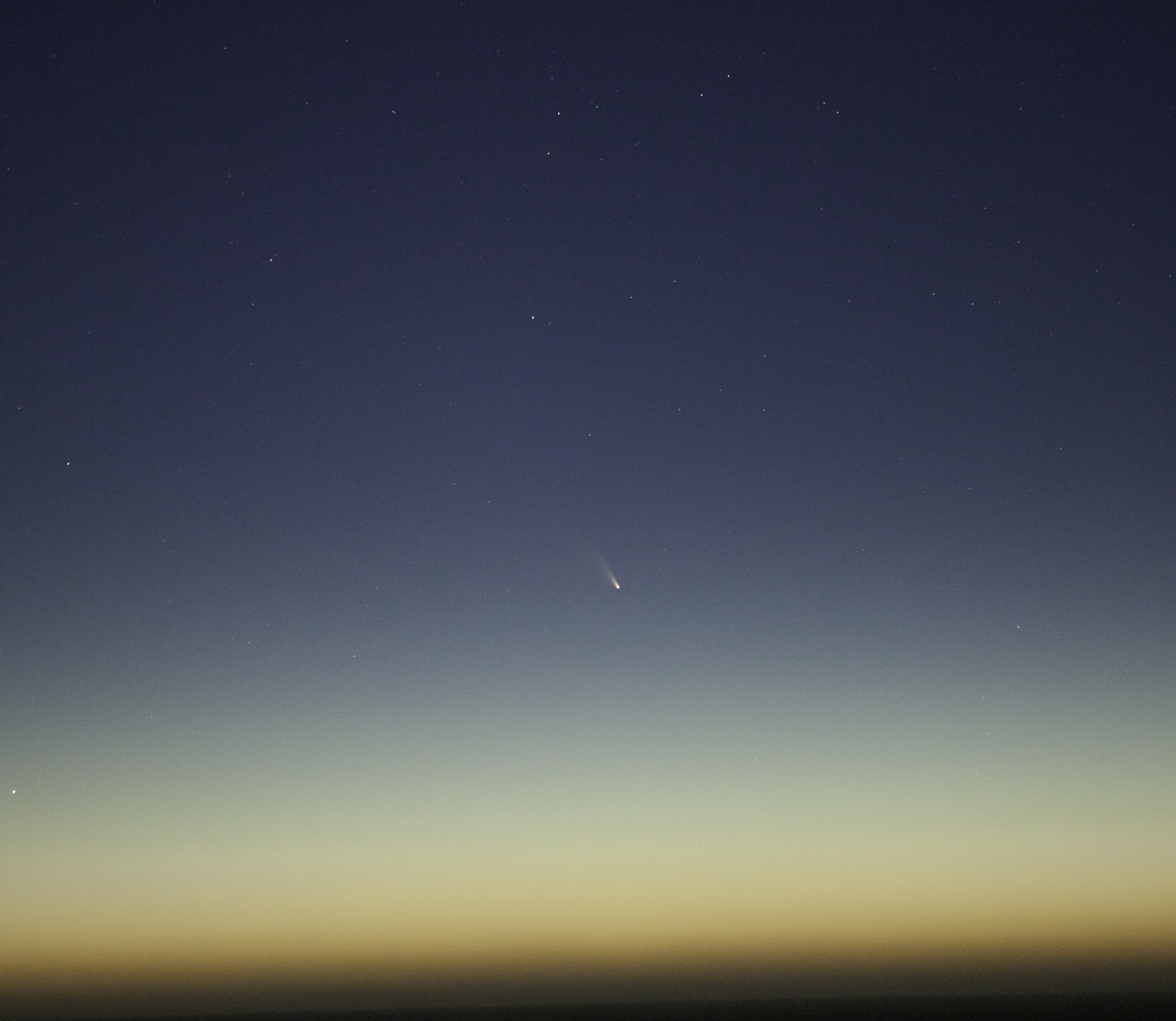
Видимість комети 2 березня 2013.
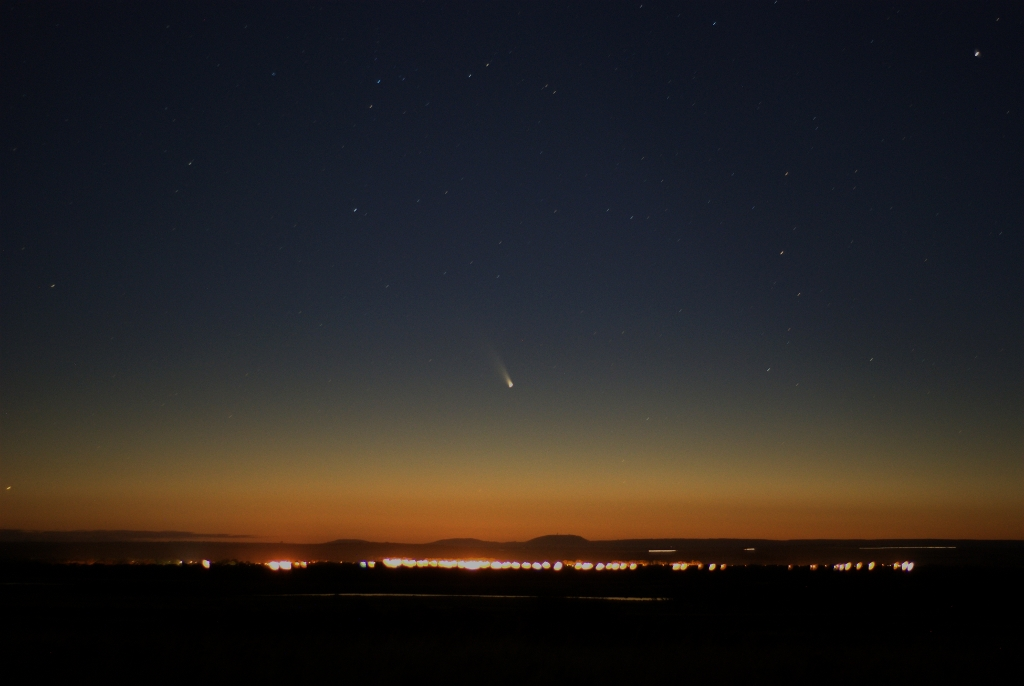
Видимість комети 3 березня 2013 з Брисбена, Австралія.
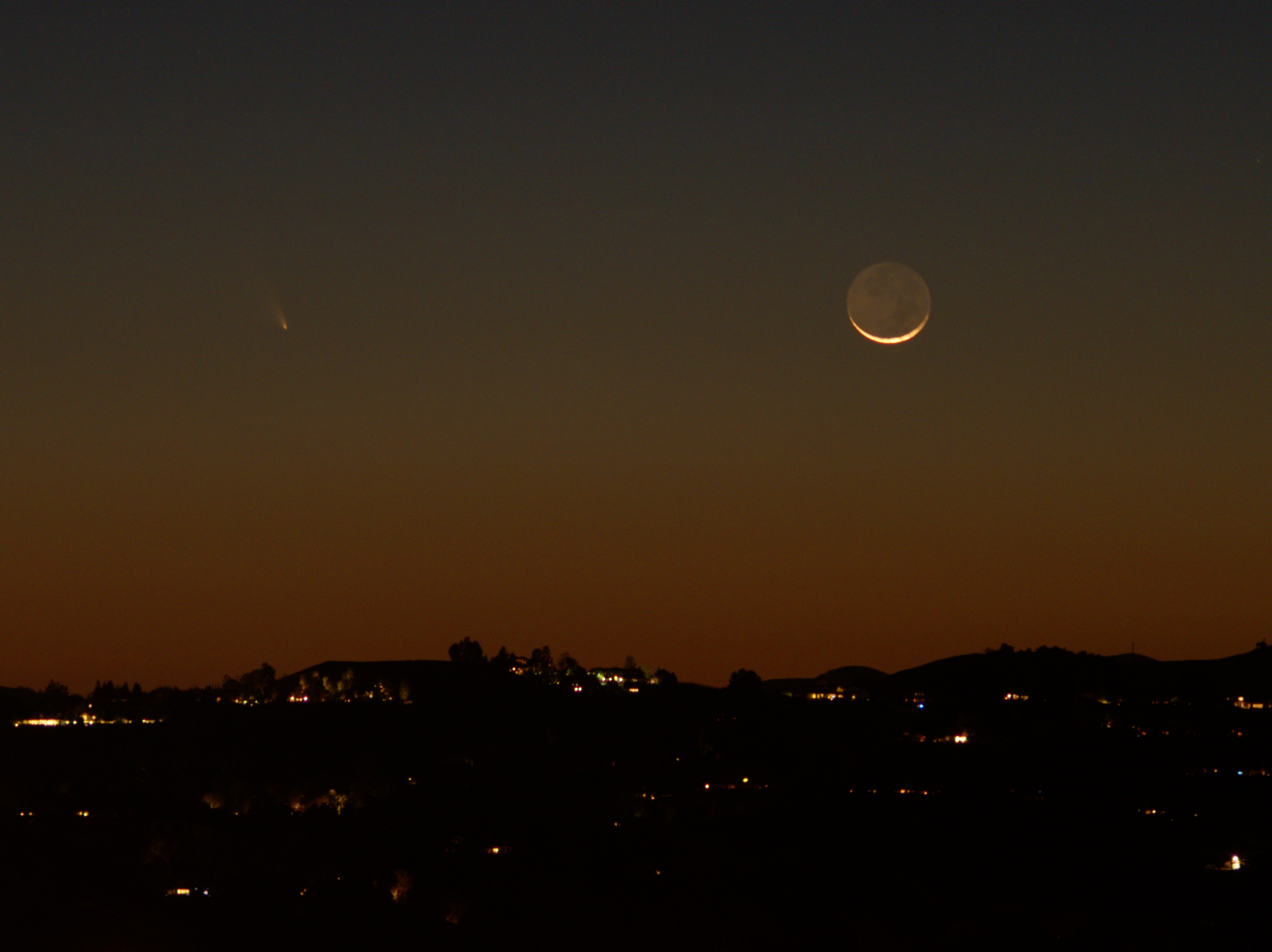
Комета та місяць, 12 березня 2013 року, Лос-Анджелес, Каліфорнія, США.
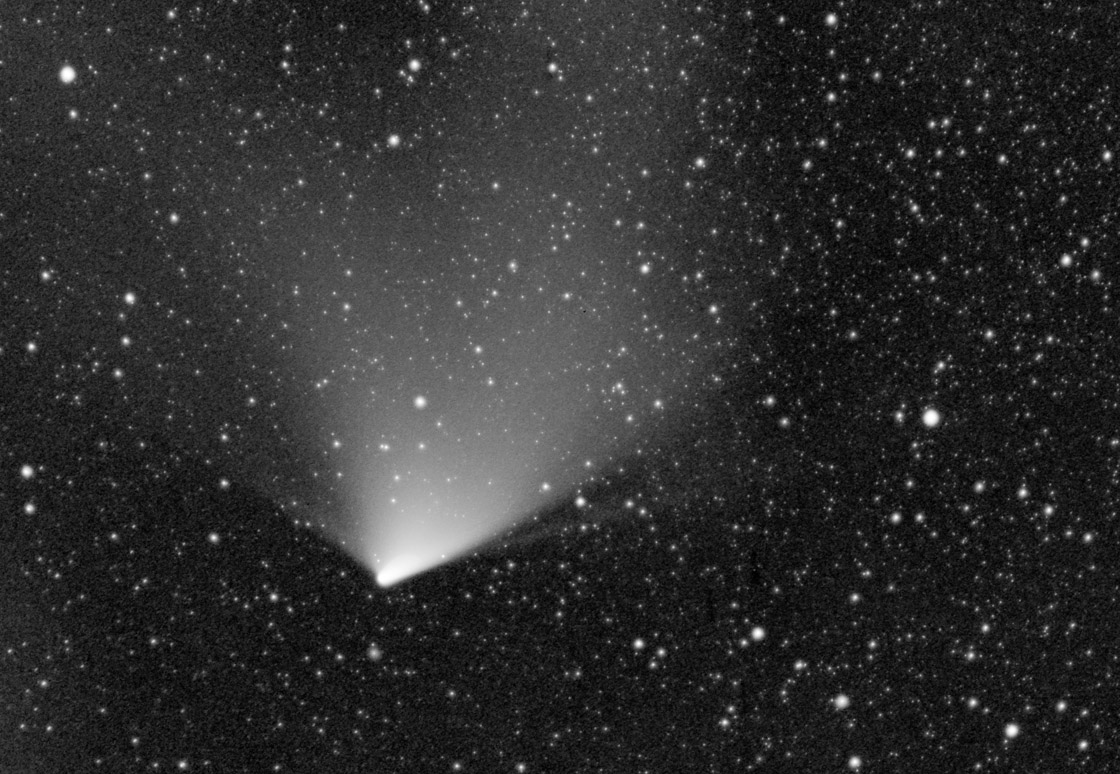
Комета 24 березня 2013 року, Нижній Архиз, Карачаєво-Черкесія